# FaZe
FaZe er et esportshold, de har mange hold inde for mange spil. FaZe blev grundlagt som en gaming-klan på YouTube af FaZe ClipZ, FaZe Resistance og FaZe Housecat (senere navngivet Timid), som laver videoer i videospillet Call of Duty.
Holdet blev senere ledet af nuværende leder og ejer FaZe Apex. Under Call of Duty: Black Ops 2 i 2012 besluttede de sig dog for at prøve kræfter i den konkurrencemæssige del af spillet. FaZe Red kom på 3. pladsen i Call of Duty Championship 2015 og vandt sæson 3 mesterskaber i 2015. The FaZe YouTube-kanal blev oprettet den 30. maj 2010, og den 6. januar 2016 havde kanalen 3.566.201 abonnenter.
Januar 2016 oprettede FaZe Clan også et Counter-Strike-hold, hvilken på nuværende tidspunkt består af norske Håvard "rain" Nygaard, slovakiske Ladislav "GuardiaN" Kovács, svenske Olof "olofmeister" Kajbjer, bosniske Nikola "NiKo" Kovač og danske Finn "karrigan" Andersen, som er holdets kaptajn. Holdets coach hedder Robert "RobbaN" Dahlström.